# 1998 في فلسطين
تعتبر اتفاقية واي رفير بين السلطة الفلسطينية وإسرائيل من ابرز أحداث عام 1998 في فلسطين والتي نصت على إعادة انتشار إسرائيلي في بعض المناطق الفلسطينية، وعلى قيام السلطة بترتيبات أمنية تقوم بها السلطة ومنها إخراج المنظمات الإرهابية عن القانون

## أهم الاحداث[1][2]

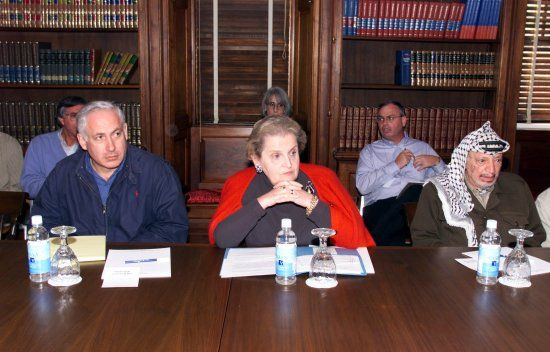
نتنياهو مع وزيرة الخارجية الأمريكية مادلين أولبرايت في محادثات مع ياسر عرفات تمهيدًا للتوقيع على اتفاقية واي ريفر عام 1998

- 4 يناير - وزير الخارجية الإسرائيلي ديفيد ليفي يعلن استقالة.
- 20 يناير - للمرة الثانية نتنياهو يلتقي بكلينتون مع مقترحات أمريكية جديدة لجدول ونسبة المرحلة الثانية من الانسحاب.
- 10 فبراير - إسرائيل تتوسع في المستوطنات مع انشغال العالم بقضية العراق.
- 25 فبراير - الجيش الإسرائيلي يفتش المخيمات الفلسطينية في الضفة الغربية ويعتقل 6 فلسطينيين بتهم القيام بأعمال عنف.
- 11 مارس - جنود إسرائيليين يطلقون النار على عمال فلسطينيين عند معبر إسرائيلي في الضفة الغربية ويقتلون ثلاثة منهم.و اندلاع الاحتجاجات الفلسطينية في الضفة الغربية
- 12 مارس - السلطات الإسرائيلية تفرج عن الجنود الثلاثة الذين أطلقوا النار على الفلسطينيين عند المعبر.
- 27 مارس - رئيس وزراء إسرائيل يرفض عرض أمريكي بالانسحاب من 13 % إضافية من أراضي الضفة الغربية.
- 2 إبريل - آلاف المشيعين يخرجون في جنازة القائد العسكري لحماس محيي الدين الشريف بعد مقتله وحماس تتهم إسرائيل باغتياله وإسرائيل تنفي تورطها.
- 10 إبريل - السلطة الفلسطينية تعتقل عبد العزيز الرنتيسي أحد قادة حماس بعد توزيع الحركة لمنشورات تطالب باستقالة ياسر عرفات.
- 3 يوليو - مواجهة وتوتر بين القوات الفلسطينية والجيش الإسرائيلي بسبب إغلاق الجيش الإسرائيلي لمعبر ساحلي بين مدينة رفح ومدينة غزة.
- 8 يوليو - الأمم المتحدة تصدر قرار بترقية وضع فلسطين من عضو مراقب إلى عضو لا يصوت، وقد عارض القرار كل من إسرائيل ومكرونزيا وجزر المارشال.
- 27 أغسطس - انفجار في تل أبيب يتسبب بجرح عدد 21 إسرائيلي وإسرائيل تتهم حماس، ورئيس الوزراء يعلن أنة لن يسحب الجيش من أو أراضي محتلة حتى تتوقف أعمال العنف ضد إسرائيل.
- 12 نوفمبر، مجلس الوزراء الإسرائيلي يقر اتفاقية واي ريفر ويشدد على شرط تعديل الميثاق الوطني الفلسطيني وإلغاء البنود التي تدعو إلى القضاء على إسرائيل.
- 19 نوفمبر - الحكومة الإسرائيلية تقر المرحلة الأولى من إعادة الانتشار وفق اتفاقية واي ريفر، والولايات المتحدة الأمريكية تمنح إسرائيل مبلغ 1.2 مليار دولار لتغطية نفقات الانسحاب. والانسحاب ينفذ بشكل فوري مع بعض العراقيل والصعوبات.
- 24 نوفمبر - ياسر عرفات يفتتح أول مطار فلسطيني بالقرب من مدينة رفح في قطاع غزة ووصول أول رحلة تجارية للخطوط الفلسطينية للمطار الذي تكلف بناءة مبلغ 250 مليون دولار والذي يمكنه استقبال طائرات عملاقة مثل الجمبوجيت.
- 14 ديسمبر - في أول زيارة للرئيس الأمر بيل كلينتون لمدينة غزة وبحضوره أعضاء المجلس الوطني الفلسطيني يقرون إلغاء البنود الداعية للقضاء على إسرائيل من الميثاق الوطني الفلسطيني. وتبع ذلك لقاء ثلاثي بين كلينتون وعرفات ونتنياهو بغرض تحريك تنفيذ اتفاق واي ريفر الذي توقف بسبب تبادل إسرائيل والسلطة الاتهامات بعدم تنفيذ بنود الاتفاق.

## وفيات
- 21 مارس - وفاة خطيب الاقصى أسعد بيوض التميمي في عمان
- محمود علي أبو بكر أحد قادة الثورة الفلسطينية
- 27 أبريل - حسن طهبوب، إمام وسياسي فلسطيني، وأول وزيرٍ للأوقاف والشؤون الدينية في السلطة الوطنية الفلسطينية، كما كان رئيسًا للهيئة الإسلامية العليا.